# Smolan (Kansas)
Smolan – miasto w Stanach Zjednoczonych, w stanie Kansas, w hrabstwie Saline.